# Dario Mantovani
Dario Mantovani (* 25. Juli 1961 in Mailand) ist ein italienischer Rechtshistoriker mit dem Schwerpunkt Römisches Recht.

## Leben
Nach den Studien der klassischen Fächer erhielt er 1985 das Doktorat an der Universität Pavia. Als Experte für das Römische Recht lehrte er an den Universitäten Trient, Parma und der katholischen Universität Mailand, bis er 1997 zum Professor an der Universität Pavia ernannt wurde. 2018 folgte die Berufung an das Collège de France auf den Lehrstuhl Droit, culture et société de la Rome antique.
Er hat 2012 die Geschichte der Universität Pavia herausgegeben. Seit 2014 leitet er das ERC-Projekt (Advanced Grant 2013) »REDHIS. Rediscovering the hidden structure. A new appreciation of Juristic texts and Patterns of Thought in Late Antiquity«.
Mantovani ist Mitherausgeber der Zeitschrift Athenaeum. Studi di Letteratura und Storia dell’Antichità sowie seit 2020 Vizepräsident der Société internationale de bibliographie classique, die L’Année philologique, den Marouzeau, herausgibt. Er war Gastprofessor an der Universität Berkeley, Panthéon-Sorbonne, Panthéon-Assas, École pratique des hautes études, École des hautes études en sciences sociales und École française de Rome.
Seit 2009 ist er Mitglied des Istituto Lombardo Accademia di Scienze e Lettere, seit 2016 der Académie des inscriptions et belles-lettres.

## Auszeichnungen
- Médaille der Universität Besançon (1990)[2].
- Prix Plottel der Académie des inscriptions et belles-lettres (2010).

## Schriften (Auswahl)
- Digesto e masse bluhmiane, Mailand, Pubblicazioni dell’Istituto di Diritto Pubblico della Facoltà di Giurisprudenza, 1987.
- Il problema d’origine dell’accusa popolare. Dalla «quaestio» unilaterale alla «quaestio» bilaterale, Padua, Dipartimento di Scienze Giuridiche, 1989.
- Le formule del processo privato romano. Per la didattica delle Istituzioni di diritto romano, Padua, Cedam, 1999.
- Il merito e la passione. Vittorio Erspamer e Pietro Ciapessoni al collegio Ghislieri di Pavia (mit P. Mazzarello), Mailand, Cisalpino Istituto Editoriale Universitario, 2011.
- Almum Studium Papiense. Storia dell’Università di Pavia,  Mailand, Cisalpino Istituto Editoriale Universitario, 2012, ISBN 978-88-205-1027-5
- Legum multitudo. Die Bedeutung der Gesetze im römischen Privatrecht (übersetzt von Ulrike Babusiaux), Berlin, Duncker & Humblot, 2018, ISBN 978-3-428-15265-0
- Les juristes écrivains de la Rome antique. Les œuvres des juristes romains comme littérature, Paris, Les Belles Lettres, 2018, ISBN 978-2-251-44813-8.
- Droit, culture et société de la Rome antique, éd. Fayard / Collège de France, 2019, ISBN 978-2-213-71263-5

## Einzelbelege
1. ↑  AIBL: MANTOVANI Dario. 19. Mai 2016, archiviert vom Original (nicht mehr online verfügbar) am 20. Mai 2022; abgerufen am 28. April 2022 (französisch).  Info: Der Archivlink wurde automatisch eingesetzt und noch nicht geprüft. Bitte prüfe Original- und Archivlink gemäß Anleitung und entferne dann diesen Hinweis.
2. ↑  Dario Mantovani. (PDF) Collège de France, abgerufen am 28. April 2022 (französisch).

| Personendaten    | Personendaten                  |
| ---------------- | ------------------------------ |
| NAME             | Mantovani, Dario               |
| KURZBESCHREIBUNG | italienischer Rechtshistoriker |
| GEBURTSDATUM     | 25. Juli 1961                  |
| GEBURTSORT       | Mailand                        |